# Agrostis obtusissima
Agrostis obtusissima är en gräsart som beskrevs av Eduard Hackel. Agrostis obtusissima ingår i släktet ven, och familjen gräs. Inga underarter finns listade i Catalogue of Life.